# Ukkelse baardkriel

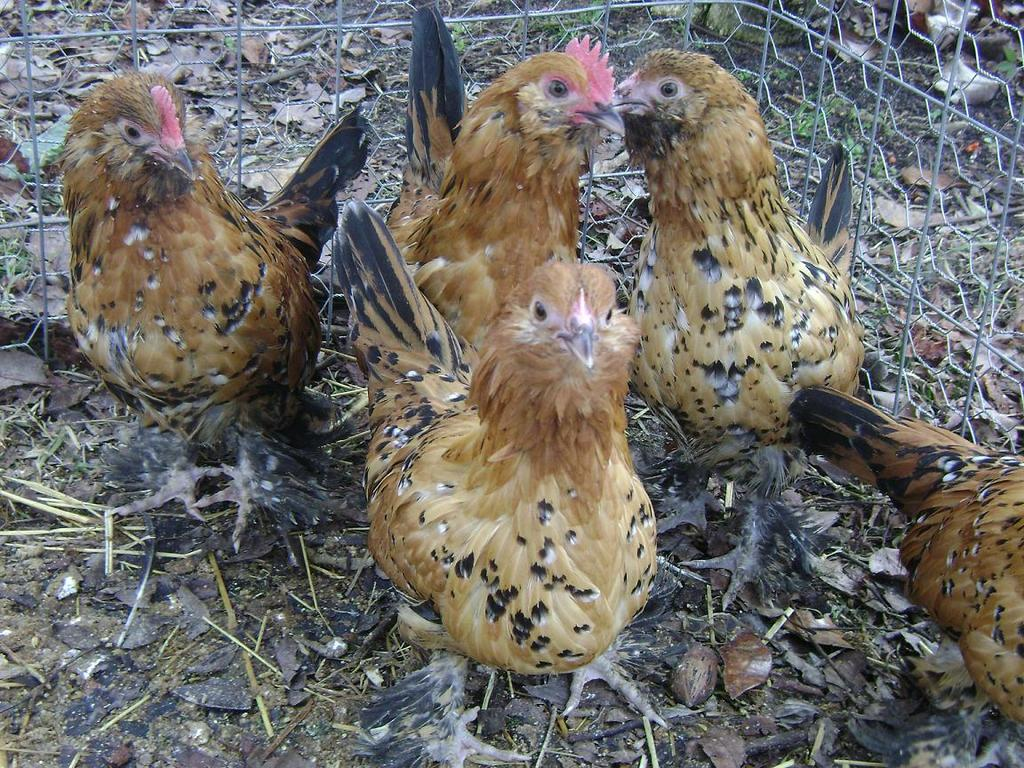
Ukkelse baardkriel

De Ukkelse baardkriel is een Belgisch kippenras dat in het begin van de twintigste eeuw werd ontwikkeld door Michel van Gelder te Ukkel. Hij wilde een voetbevederd krielras fokken met dezelfde uitstraling als de Antwerpse baardkriel. Dit resulteerde in een sierlijk voetbevederd baardkrieltje met hoge rasadel. Dit ras heeft nooit een grote internationale doorbraak gekend zoals de Antwerpse baardkriel. Dit was te wijten aan het feit dat in het buitenland verschillende andere voetbevederde krielrassen voorkwamen, die enige gelijkenis hadden met de Ukkelse baardkriel.

## Eigenschappen
De Ukkelse baardkriel is door zijn zeer rustige en vriendelijke karakter geschikt om in beperkte ruimte gehouden te worden. De diertjes zijn handtam en heel aanhankelijk te maken. Ze kunnen zelfs vrij loslopen in een siertuin waar ze weinig of geen beschadigingen zullen aanrichten. Een bekende bijnaam van de Ukkelse is levende bloem van onze tuinen.
De haantjes wegen ongeveer 800 gram en de hennetjes ongeveer 650 gram. De hennetjes leggen ongeveer 140 witte tot crèmekleurige eitjes per jaar van ongeveer 38 gram en broeden die heel gemakkelijk zelf uit. De kloekjes zijn zeer goede moeders. 

## Kleurslagen
Dit ras is erkend in een zeer groot aantal kleuren en af en toe komen er daar nog meer bij. De meest typische kleur is ongetwijfeld duizendkleur. De erkende kleurslagen zijn onder andere wit, zwart, parelgrijs, buff, rood, blauwgezoomd, koekoek, kwartel, blauwkwartel, zilverkwartel, blauwzilverkwartel, duizendkleur, porselein, okerwitporselein, zwartwitgepareld, blauwwitgepareld, parelgrijswitgepareld, patrijs, zilverpatrijs, columbia, columbia blauwgetekend, buffcolumbia en buffcolumbia blauwgetekend. Daarnaast bestaan er nog een aantal niet erkende kleurslagen zoals witkwartel, citroenporselein, zilverporselein, duizendkleur blauwgetekend en buffcolumbia witgetekend.